# アントニオ・プエルタス
アントニオ・プエルタス（Antonio Puertas）ことアントニオ・ホセ・ロドリゲス・ディアス（Antonio José Rodríguez Díaz、1992年2月21日 - ）は、スペイン・アンダルシア州アルメリア県ベナアドゥクス出身のサッカー選手。プリメーラ・ディビシオン・グラナダCF所属。ポジションはフォワード。

## 来歴
カンテラ時代をビジャレアルCFやUDアルメリアなどで過ごし、2011年に当時セグンダ・ディビシオンBに所属していたポリ・エヒド (2012年に解散）でプロデビュー。翌2012年1月31日に2012-13シーズンからのグラナダCFに移籍が決定し、2012年夏に正式に加入。しかし、トップチームデビューまでには至らず、Bチームでプレー。
2014年7月、カンテラ時代を過ごしたUDアルメリアに移籍。2015-16シーズンにトップチームに昇格し、2016-17シーズンはセグンダ・ディビシオンデビュー8ゴールを決めた。
2017年6月17日、グラナダCFに3年契約で復帰。2018-19シーズンはセグンダで自己最高の10ゴールを決め、セグンダ2位に導き、2016-17シーズン以来のプリメーラ・ディビシオンに復帰。初のリーガとなった2019-20シーズンの2019年9月22日の本拠地ヌエボ・エスタディオ・デ・ロス・カルメネスでのFCバルセロナ戦では、ラモン・アゼーズの先制ゴールを演出するなど、2-0のアップセットに貢献した。

## タイトル
グラナダ
- セグンダ・ディビシオン : 1回 (2022-23)